# Dilatatievoeg

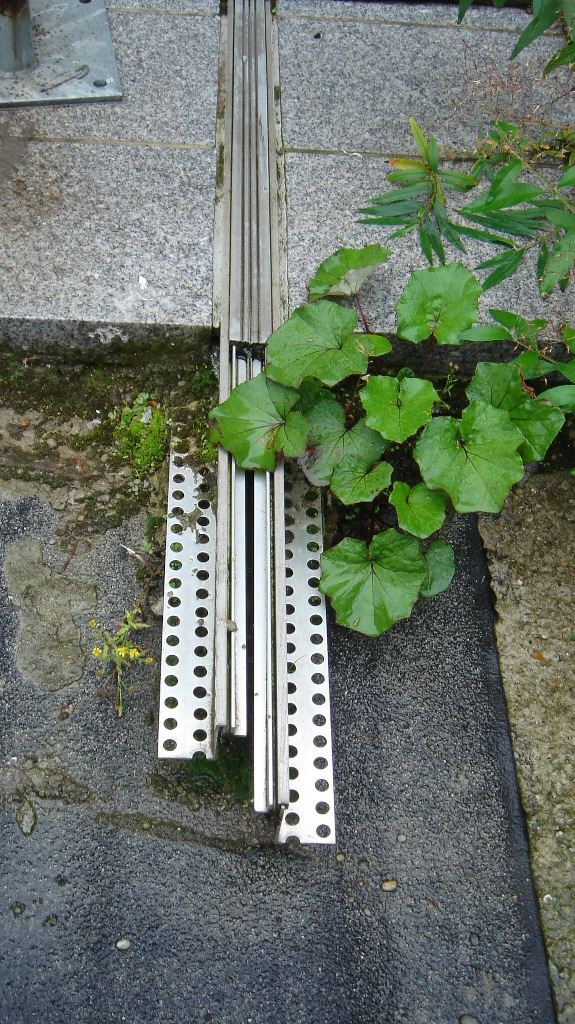
Voeg in bestrating

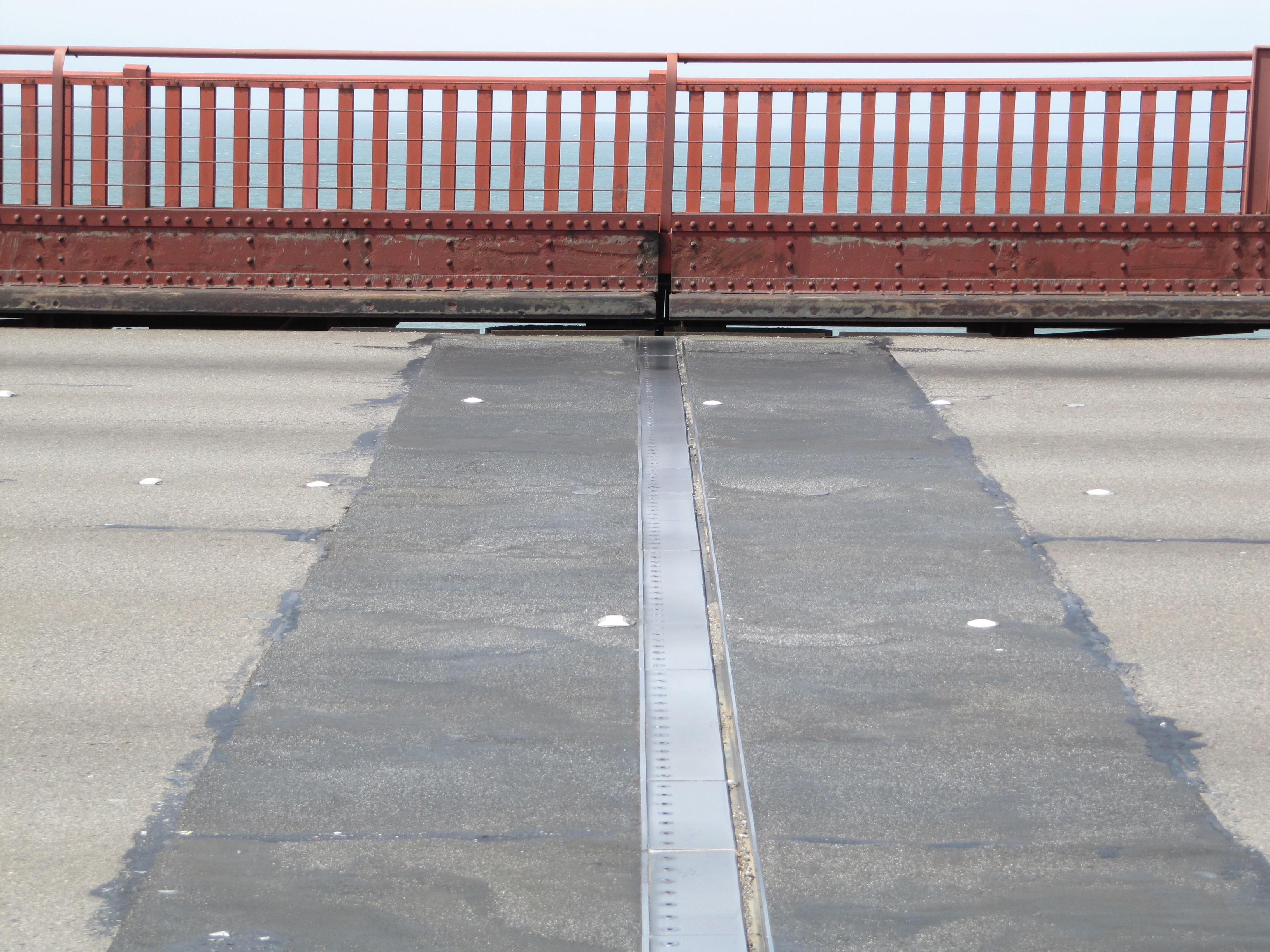
Dilatatievoeg op de Golden Gate Bridge

Een dilatatievoeg, ookwel kortweg dilatatie genoemd, is een smalle, gevoegde onderbreking in grote bouwwerken, die als functie heeft het werken van gebruikte bouwmaterialen op te vangen. Zo wordt voorkomen dat materialen scheuren door dergelijke mechanische spanningen. De vorm en afmetingen van de dilatatievoeg zijn afhankelijk van de grootte en soort belasting, de gewenste waterdichtheid en de maximale verticale en horizontale bewegingen van de voeg.
Een veel voorkomende oorzaak van het krimpen en uitzetten van materiaal is de afwisseling van dag- en nachttemperatuur, en/of zomerhitte en winterkou. Bij de Hanzeboog, een spoorbrug over de IJssel bij Zwolle, die gebouwd is met één vast punt op de linkeroever en bestaat uit een ongeveer 1 kilometer lang stalen frame, zit aan de Zwolse kant van de brug een dilatatievoeg, ook wel compensatie inrichting genoemd, die een lengteverschil van bijna een meter kan opvangen.
De vulling bij voegen die beperkt worden belast van buitenaf zijn gemaakt van goed elastisch materiaal, meestal kit met een rugvulling van kunststofschuim erachter. De kit moet trek- en drukkrachten kunnen opvangen, maar ook bestand zijn tegen invloeden van buitenaf.
Bij bouwdelen waar waterdichtheid van belang is, zoals kelderwanden en -vloeren, worden voegenbanden gebruikt. Het meest voorkomende type is de zogenoemde instortvoegenband die wordt ingestort in het beton. Ook zijn voegenbanden leverbaar die achteraf op de voeg worden aangebracht.
Bij dilatatievoegen in vloeren worden zogenaamde dilatatievoegprofielen toegepast. Dit ter voorkoming van afbrokkeling van de randen door de belasting van passerende voertuigen. Dilatatievoegprofielen worden traditioneel gemaakt in aluminium, verzinkt staal of corrosievast staal (RVS) eventueel in combinatie met een harmonicavormig rubberen tussenprofiel. Sinds 2012 zijn er ook modellen van carbonfiber-versterkt epoxyharsbeton. Het voordeel hiervan is dat dit profiel eenvoudig volkomen vlak met de naast liggende vloervelden kan worden geslepen en daardoor de dilatatievoeg zonder trillingen kan worden gepasseerd.
De voegen bij civiel-technische kunstwerken zoals bruggen krijgen door de meestal langdurige verkeersbelastingen veel te verduren en worden regelmatig vervangen.
Ook wordt er onderscheid gemaakt tussen horizontale (vloer-) en verticale (muur-)dilatatievoegen.